# Бунс Мил (Вирџинија)
Бунс Мил (енгл. Boones Mill) град је у америчкој савезној држави Вирџинија. По попису становништва из 2010. у њему је живело 239 становника.

## Демографија
Према попису становништва из 2010. у граду је живело 239 становника, што је 46 (16,1%) становника мање него 2000. године.
| Група             | 2000.       | 2010.       |
| Белци             | 273 (95,8%) | 225 (94,1%) |
| Афроамериканци    | 7 (2,5%)    | 9 (3,8%)    |
| Азијати           | 3 (1,1%)    | 0 (0,0%)    |
| Хиспаноамериканци | 3 (1,1%)    | 0 (0,0%)    |
| Укупно            | 285         | 239         |